# Juan Bautista Orendayn y Azpilcueta
Juan Bautista Orendain y Azpilcueta, marquis de La Paz, est un homme politique espagnol, ministre d'État de Philippe V en 1724 puis entre 1726 et 1734, et secrétaire d'État durant le cours règne du fils de ce dernier Louis Ier en 1724.